# Éply
Éply là một xã của tỉnh Meurthe-et-Moselle, thuộc vùng Lorraine, đông bắc nước Pháp. Xã này nằm ở khu vực có độ cao trung bình 192 mét trên mực nước biển.